# Любе Търпески
Любе Търпески (на македонска литературна норма: Љубе Трпески) е политик от Северна Македония, професор и икономист.

## Биография
Роден е през 1947 година в охридското село Велмей. Завършва средно образование в Битоля. През 1970 година завършва Икономическия факултет на Скопския университет. В периода 1987-1991 година е заместник-гуверньор на банката на Социалистическа република Македония. В периода 1992-1997 е министър без ресор във второто и третото правителството на Република Македония. От 1997 г. до 2004 г. е гуверньор на Народна банка на Република Македония. През февруари 2008 г. е осъден на 4,5 години затвор за превишаване на правата си като гуверньор на банката. Вкаран е в затвора през декември 2009 г. в Идризово, за да излежава присъдата си, но след месец е освободен след като присъдата му е отменена от Върховния съд на Република Македония.